# Йор е Лоар
Йор е Лоар (на френски: Eure-et-Loir, „Йор и Лоар“) е департамент в регион Център-Вал дьо Лоар, северна Франция. Образуван е през 1790 година от части на провинциите Мен, Орлеане и Ил дьо Франс. Площта му е 5880 км², а населението – 435 457 души (2016). Административен център е град Шартър.